# 15783 Briancox
15783 Briancox è un asteroide della fascia principale. Scoperto nel 1993, presenta un'orbita caratterizzata da un semiasse maggiore pari a 3,9508290 UA e da un'eccentricità di 0,2569562, inclinata di 4,84287° rispetto all'eclittica.
L'asteroide è dedicato al fisico britannico Brian Edward Cox.